# Peter Sarsgaard
Ne doit pas être confondu avec Skarsgård.
John Peter Sarsgaard, dit Peter Sarsgaard, né le 7 mars 1971 dans l’Illinois, est un acteur américain.

## Biographie

### Jeunesse et formation
John Peter Sarsgaard est né le 7 mars 1971 sur la base aérienne de Scott dans l’Illinois, où son père était mécanicien dans l'U.S.Air Force. Sa famille a déménagé plus de douze fois durant son enfance, en raison des affectations de son père. Il a eu une éducation catholique, et a été enfant de chœur. Il a étudié à la Fairfield College Preparatory School, une école jésuite du Connecticut. 
À l'âge de sept ans, Peter Sarsgaard voulait devenir un joueur de football, a pris des cours de ballet afin d'améliorer sa coordination. Après s'être blessé plusieurs fois en jouant au football, il abandonna le sport et s'intéressa à l'écriture et au théâtre.
Après l'obtention de son diplôme, il fait ses études au Bard College, à New York, pendant deux ans, avant de s'inscrire, en 1991 à l'Université Washington de Saint-Louis, où il a cofondé une troupe de comédie d'improvisation appelée « Mama's Roast Pot ». En 1993, il a obtenu un diplôme en histoire et a déménagé à New York.

### Carrière
Sarsgaard commence sa carrière dans des productions télévisuelles filmées à New York, comme New York, police judiciaire en 1995 et New York Undercover (1997). Il a obtenu un rôle dans le film de 1998 L'Homme au masque de fer, dans lequel il incarne Raoul, le fils d'Athos. Le film reçoit des critiques mitigées, mais est un succès au box-office, avec 182 millions $ de recette dans le monde. 
Il joue aussi le rôle de Vadim dans le film de Kathryn Bigelow K 19, le piège des profondeurs en 2002.
2003 marque un tournant dans la carrière de Sarsgaard : il figure dans la distribution du film Le Mystificateur, et est nommé pour sa performance aux Golden Globes. 
En 2005, il décroche le second rôle du suspense La Porte des secrets. Il participe aussi au tournage de Flight Plan, aux côtés de Sean Bean et de Jodie Foster. Il joue dans Jarhead, dont la date de sortie est prévue la même année, face à son beau-frère Jake Gyllenhaal. 

En 2007, on a pu l'apercevoir interpréter des seconds rôles, tels que celui dans Détention secrète. 

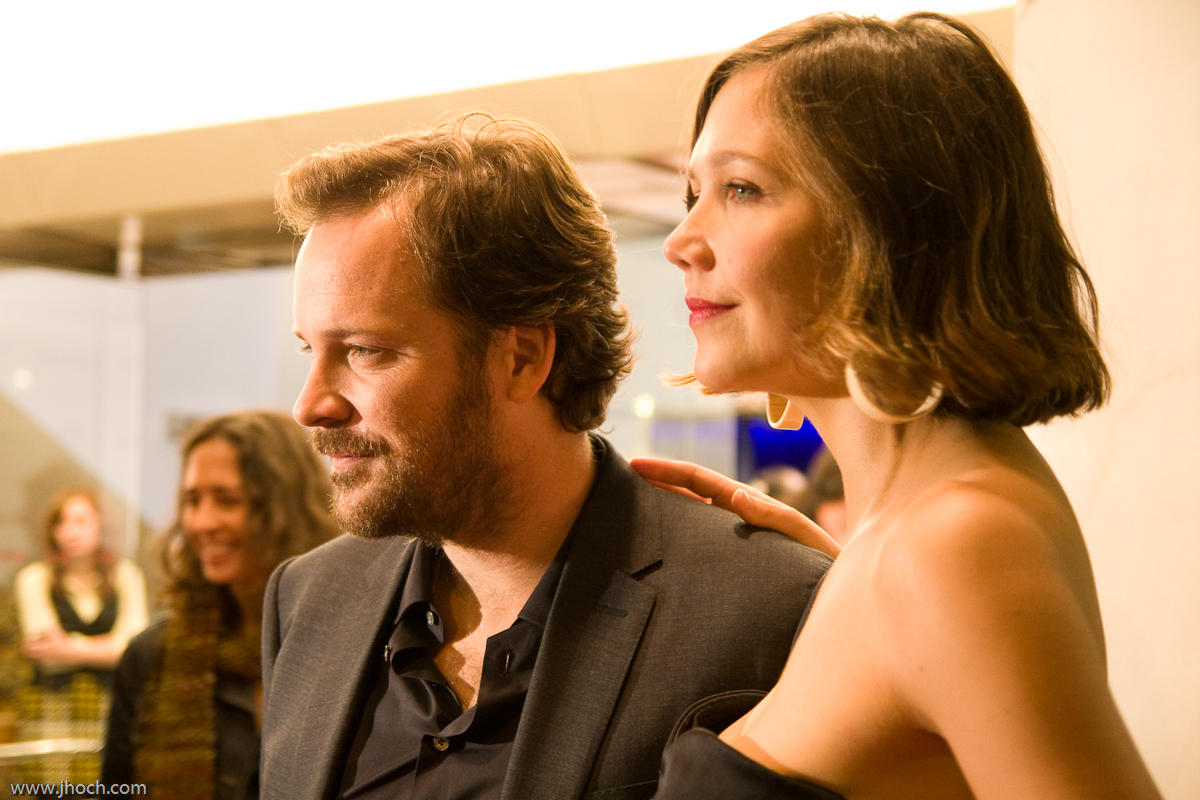
Peter Sarsgaard et sa femme, Maggie Gyllenhaal, en 2009.

En 2009, il joue un acteur alcoolique Dans la brume électrique de Bertrand Tavernier, tourné en Louisiane, et dans le film de la réalisatrice danoise Lone Scherfig, An Education, dans lequel il a dû pour ce rôle prendre un accent britannique. Il a joué il y a peu dans le film psychologique Esther de Jaume Collet-Serra, dans lequel il interprète le père de la jeune orpheline aux airs sages qui cache en réalité de sombres secrets. 
En 2010, dans le film Night and Day de James Mangold, il interprète le rôle de l'agent-double Fitzgerald aux côtés de Cameron Diaz et Tom Cruise. 2013, Dwight dans Blue Jasmin.
En 2014, il tourne dans Le Prodige, biopic sur le joueur d'échec Bobby Fischer où il donne la réplique à Tobey Maguire qui joue le rôle principal.

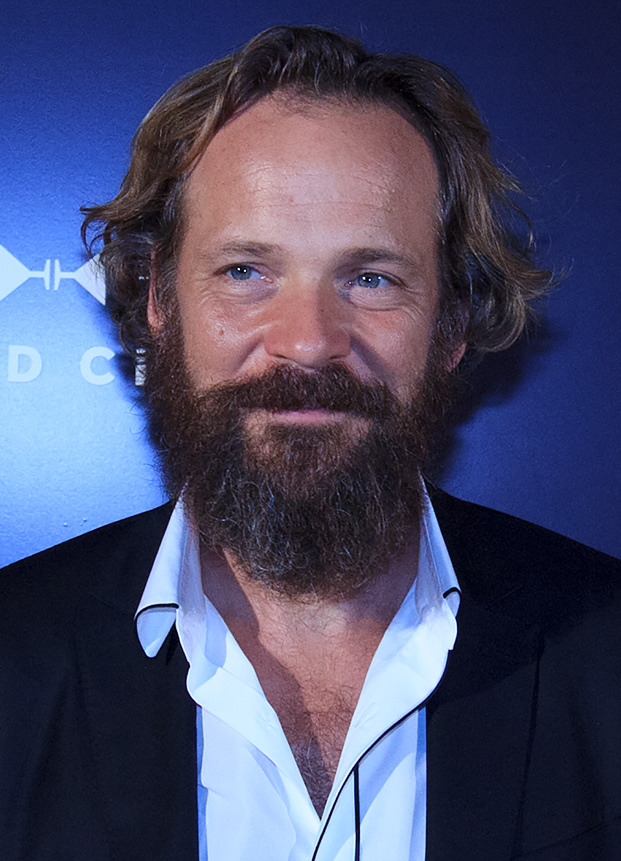
L'acteur au Festival international du film de Toronto 2016.

En 2016, il joue le rôle du méchant dans le remake des Sept Mercenaires réalisé par Antoine Fuqua. Remplaçant Jason Momoa, il donne la réplique à Denzel Washington, Chris Pratt et Ethan Hawke.
En 2020, il retrouve Antoine Fuqua mais dans un rôle vocal dans The Guilty dans lequel joue Jake Gyllenhaal.
En 2021, il tourne pour la première fois sous la direction de sa femme Maggie Gyllenhaal dans The Lost Daughter, la première réalisation de celle-ci.
En 2022, il est à l'affiche du blockbuster de super-héros The Batman où il incarne le procureur Gil Colson face à Robert Pattinson.
En 2023, il tient le rôle principal masculin dans le drame Memory du mexicain Michel Franco aux côtés de Jessica Chastain. Sa performance lui vaut la première récompense de sa carrière, à savoir la Coupe Volpi d'interprétation masculine à la Mostra de Venise.

### Vie privée
Depuis 2002, il partage sa vie avec l'actrice Maggie Gyllenhaal. Ils annoncent leurs fiançailles en avril 2006 et ont leur premier enfant, une petite fille prénommée Ramona, le 3 octobre 2006. Le couple se marie le 2 mai 2009 en Italie. Maggie a donné naissance à leur second enfant, une petite fille prénommée Gloria Ray, le 19 avril 2012.

## Filmographie

### Cinéma
- 1995 : La Dernière Marche (Dead Man Walking) de Tim Robbins : Walter Delacroix
- 1998 : L'Homme au masque de fer  (The Man in the Iron Mask) de Randall Wallace : Raoul
- 1998 : Another Day in Paradise de Larry Clark : Ty
- 1998 : Desert Blue de Morgan J. Freeman : Billy Baxter
- 1998 : Minor Details de Kief Davidson : Scott
- 1999 : Boys Don't Cry de Kimberly Peirce : John Lotter
- 2000 : The Cell de Tarsem Singh : le fiancé de Julia Hickson
- 2000 : Housebound de Mari Kornhauser : Tom
- 2001 : Le Centre du Monde (The Center of the World) de Wayne Wang : Richard Longman
- 2002 : Empire de Franc. Reyes : Jack
- 2002 : Salton Sea de D. J. Caruso : Jimmy The Finn
- 2002 : K-19 : Le Piège des profondeurs (K-19: The Widowmaker) de Kathryn Bigelow : Vadim Radtchenko
- 2003 : Amours suspectes (Unconditional Love) de P.J. Hogan : le laveur de vitres
- 2003 : Death of a Dynasty de Damon Dash : Brendon III
- 2003 : Le Mystificateur (Shattered Glass) de Billy Ray : Charles Lane
- 2005 : Garden State de Zach Braff : Mark
- 2005 : Dr Kinsey (Kinsey) de Bill Condon : Clyde Martin
- 2005 : The Dying Gaul de Craig Lucas : Robert
- 2005 : La Porte des secrets (The Skeleton Key) de Iain Softley : Luke
- 2005 : Flight Plan (Flightplan) de Robert Schwentke : Gene Carson
- 2006 : Jarhead : La Fin de l'innocence (Jarhead) de Sam Mendes : Troy
- 2007 : Year of the Dog de Mike White : Newt
- 2008 : Détention secrète (Rendition) de Gavin Hood : Alan Smith
- 2008 : Les Mystères de Pittsburgh (The Mysteries of Pittsburgh) de Rawson Marshall Thurber : Cleveland
- 2008 : Lovers (Elegy) de Isabel Coixet : Kenneth Kepesh
- 2009 : Une éducation (An Education) de Lone Scherfig : David
- 2009 : Dans la brume électrique (In the Electric Mist) de Bertrand Tavernier : Elrod Sykes
- 2009 : Esther de Jaume Collet-Serra : John Coleman
- 2010 : Night and Day (Knight and Day) de James Mangold : Fitzgerald
- 2011 : Green Lantern de Martin Campbell : Dr Hector Hammond
- 2012 : Robot and Frank de Jake Schreier : Robot (voix)
- 2013 : Lovelace de Rob Epstein et Jeffrey Friedman : Chuck Traynor
- 2013 : Blue Jasmine de Woody Allen : Dwight
- 2013 : Very Good Girls de Naomi Foner Gyllenhaal : le patron d'été de Lilly
- 2014 : Le Prodige (Pawn Sacrifice) d'Edward Zwick
- 2015 : Experimenter de Michael Almereyda : Stanley Milgram
- 2015 : Lady Grey d'Alain Choquart : Samuel
- 2015 : Strictly Criminal de Scott Cooper : Brian Halloran
- 2016 : Les Sept Mercenaires (The Magnificent Seven) d'Antoine Fuqua : Bartholomew Bogue
- 2016 : Jackie de Pablo Larraín : Robert F. Kennedy
- 2017 : Escobar (Loving Pablo) de Fernando León de Aranoa : Shepard
- 2018 : Apparence trompeuse de Veena Sud : Jay
- 2019 : L'Ombre de Staline (Mr. Jones) d'Agnieszka Holland : Walter Duranty
- 2021 : The Guilty d'Antoine Fuqua : Henry Fisher (voix)
- 2021 : Le Survivant (The Survivor) de Barry Levinson : Emory Anderson
- 2021 : The Lost Daughter de Maggie Gyllenhaal : le professeur Hardy
- 2022 : The Batman de Matt Reeves : Gil Colson
- 2023 : Memory de Michel Franco : Saul
- 2023 : Pet Shop Days d'Olmo Schnabel
- 2024 : September 5 de Tim Fehlbaum : Roone Arledge
- 2026 : The Bride de Maggie Gyllenhaal

### Télévision
- 1995 : New York, police judiciaire : Josh Strand (épisode 6.06)
- 2013 : The Killing : Ray Seward (saison 3)
- 2015 : The Slap :  Harold
- 2017 : Wormwood (mini-série) : Frank Olson
- 2021 : Dopesick : Rick Mountcastle
- 2024 : Présumé innocent : Tommy Molto

## Distinctions
- Mostra de Venise 2023 : Coupe Volpi de la meilleure interprétation masculine pour Memory

## Voix françaises
En France, Peter Sarsgaard est régulièrement doublé par Guillaume Lebon. Alexis Victor et Damien Boisseau l'ont doublé à deux reprises chacun. 
Au Québec, il est principalement doublé par Antoine Durand. Il y a également Jean-François Beaupré qui l'a doublé à quatre reprises.
En France
| - Guillaume Lebon dans : - Garden State - La Porte des secrets - Flight Plan - Jarhead : La Fin de l'innocence - Year of the Dog - Détention secrète - Une éducation - The Slap (série télévisée) - Les Sept Mercenaires - Wormwood (mini-série) - L'Ombre de Staline - Human Capital - Interrogation (série télévisée) - The Guilty (voix) - Dopesick (mini-série) - The Lost Daughter - The Batman - Le Survivant - Présumé innocent (série télévisée) - Damien Boisseau dans : - Empire - K-19 : Le Piège des profondeurs - Alexis Victor dans : - Esther - Green Lantern | et aussi - Mathias Kozlowski dans L'Homme au masque de fer - Joël Zaffarano dans Boys Don't Cry - Alexandre Gillet dans Le Mystificateur - Stéphane Marais dans Salton Sea - Jean-François Vlérick dans Amours suspectes - Philippe Valmont dans Dr Kinsey - Thibault de Montalembert dans Dans la brume électrique - Alexandre Cross dans Night and Day - Michaël Cermeno dans Lovelace - Bruno Choël dans Blue Jasmine - Damien Ferrette dans The Killing (série télévisée) - Philippe Bozo dans Robot and Frank (voix) - Xavier Fagnon dans Le Prodige - Nessym Guetat dans Strictly Criminal - François Feroleto dans Jackie - Jochen Haegele dans Escobar - Laurent Maurel dans 5 septembre |

Au Québec
| - Antoine Durand dans : - Le Centre de l'univers - Kinsey - Plan de vol - L'Orpheline - Nuit et Hour - Green Lantern - Les Sept Mercenaires | - Jean-François Beaupré dans : - Un amour absolu - Jarhead - Détention secrète - Messe noire et aussi - Patrice Dubois dans K-19 : Terreur sous la mer - Jacques Lussier dans Empire |